# Reyvroz
Reyvroz é uma comuna francesa na região administrativa de Auvérnia-Ródano-Alpes, no departamento da Alta Saboia. Estende-se por uma área de 9.8 km². Em 2010 a comuna tinha 516 habitantes (densidade: 52,7 hab./km²).